# Andrena okinawana
Andrena okinawana is een vliesvleugelig insect uit de familie Andrenidae. De wetenschappelijke naam van de soort is voor het eerst geldig gepubliceerd in 1926 door Matsumura & Uchida.